# Garaeus niveivertex
Garaeus niveivertex là một loài bướm đêm trong họ Geometridae.